# Polypodium chiapense
Polypodium chiapense är en stensöteväxtart som beskrevs av A.M. Evans och Alan Reid Smith.
Polypodium chiapense ingår i släktet Polypodium och familjen Polypodiaceae. Inga underarter finns listade i Catalogue of Life.